# Pakatan Rakyat
Le Pakatan Rakyat (en malais, Alliance populaire, PR) est une alliance politique malaisienne ayant existé de 2008 à 2015 et réunissant des partis allant du centre au centre gauche.
L'alliance comprend notamment le Parti d'action démocratique, le Keadilan et le Parti islamique malaisien.

## Résultats électoraux

### Élections législatives
| Élection | Chef                  | Votes     | %     | Sièges   | Résultat   |
| -------- | --------------------- | --------- | ----- | -------- | ---------- |
| 2008     | Wan Azizah Wan Ismail | 3 796 464 | 47,79 | 82 / 222 | Opposition |
| 2013     | Anwar Ibrahim         | 5 623 984 | 50,87 | 89 / 222 | Opposition |